# 谢苗·叶利斯特拉托夫
谢苗·安德列耶维奇·叶利斯特拉托夫（俄语：Семён Андреевич Елистратов，1990年5月3日—）生于乌法，是一名俄罗斯男子短道速滑运动员。他于2000年开始练习滑冰。他曾参加2010年、2014年和2018年三届冬奥，其中前两次代表俄罗斯参加，2018年代表俄罗斯奥林匹克运动员参加。他在2014年索契冬奥获得男子5000米接力金牌，四年后又在平昌冬奥获得男子1500米铜牌，成为首位以“俄罗斯奥林匹克运动员”身份获得奖牌的选手。
2016年3月8日，据报道称，叶利斯特拉托夫在一次药检中被查出米屈肼呈阳性，他也因此无法参加在韩国首尔举行的2016年世界短道速滑锦标赛。4月13日，世界反運動禁藥機構决定对叶利斯特拉托夫进行赦免，称如果运动员体内的该药物浓度在2016年3月1日前的检测中小于1微克，则不对其禁赛。4月21日，国际滑冰联盟宣布取消对叶利斯特拉托夫的禁赛令。